# USS Piper (SS-409)
Za druga plovila z istim imenom glejte USS Piper.
USS Piper (SS-409) je bila jurišna podmornica razreda balao v sestavi Vojne mornarice Združenih držav Amerike.
Med drugo svetovno vojno je podmornica opravila 3 bojne patrulje.